# Gran Zimbàbue
El Gran Zimbàbue és el nom donat a les ruïnes d'una antiga ciutat situada al sud d'Àfrica, en el que avui en dia és Zimbàbue. Aquesta ciutat va ser el centre d'una poderosa civilització coneguda com a Imperi monomotapa (o en la seva forma original munhumutapa) que abastava zones de Zimbàbue i Moçambic. En aquella època aquesta civilització va arribar a comerciar amb altres parts d'Àfrica en ports com el de Sofala, al sud del delta del riu Zambeze.
El Gran Zimbàbue és considerat com el santuari nacional de l'actual Zimbàbue, perquè s'hi va trobar l'Ocell de Zimbàbue, el símbol nacional del país. Actualment és un jaciment arqueològic de gran importància reconegut com Patrimoni de la Humanitat per la UNESCO.
És l'estructura de pedra més gran de l'Àfrica meridional precolonial. La construcció important de la ciutat va començar al segle XI fins al segle xv, i va ser abandonada al segle xvi o XVII. Els edificis van ser erigits pels avantpassats del poble shona, actualment ubicat a Zimbàbue i països propers. La ciutat de pedra s'estén per una superfície de 7,22 km²  i podria haver allotjat fins a 18.000 persones en el seu punt àlgid, donant-li una densitat de població d'aproximadament  2500 persones /km². L'estat de Zimbabwe probablement cobria 50.000 km². Està reconegut com a Patrimoni de la Humanitat per la UNESCO.

## Nom

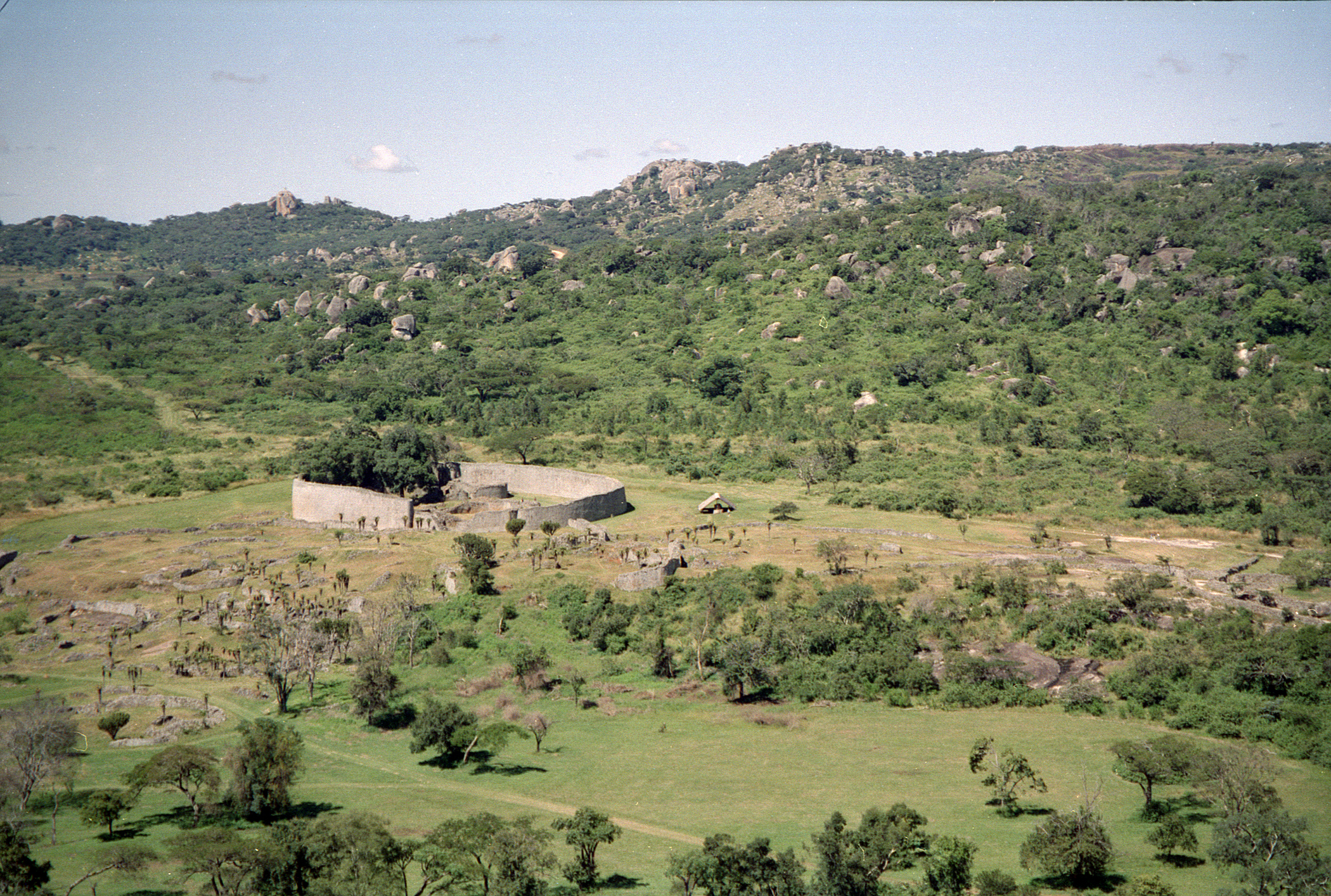
Una mostra dels gegantins murs de la ciutat

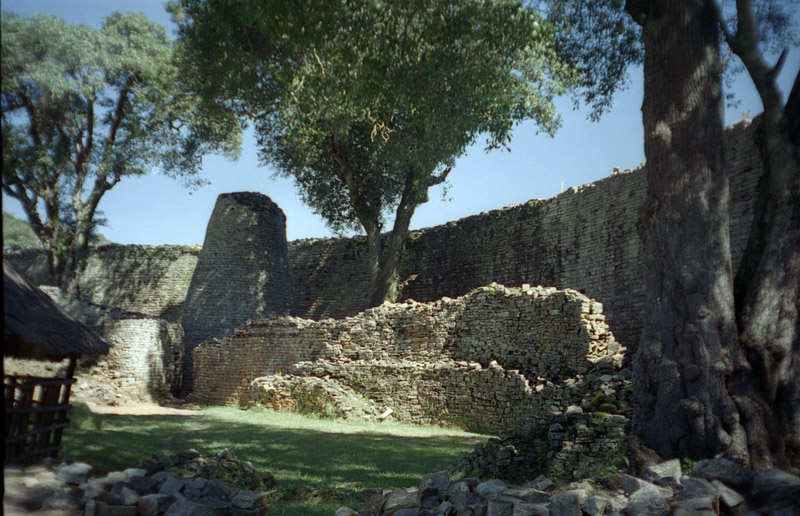
Torre cònica

Bandera nacional de Zimbàbue amb l'Ocell de Zimbàbue, emblema del país.

Gran Zimbàbue o cases de pedra és el nom donat al conjunt de ruïnes i construccions de pedra escampades en una àrea d'uns 150 km² en el que és avui l'actual país de Zimbàbue, que, de fet, és així anomenat per aquestes ruïnes. L'origen de la paraula Zimbabwe no es coneix del cert, però hi ha almenys tres teories sobre aquest tema.
En la primera teoria, la paraula Zimbabwe potser es refereixi a una forma curta de ziimba remabwe o ziimba rebwe, que és un terme shona (dialecte karanga) que significa 'gran casa construïda amb blocs de pedra'. En el dialecte karanga de l'idioma shona Imba significa 'casa, edifici' i ziimba o Zimba vol dir 'una casa o edifici enorme'. La paraula bwe o ibwe (en singular, mabwe en plural) significa en el dialecte karanga 'un bloc de pedra'. Per tant, segons aquesta interpretació de la paraula Zimbabwe clarament s'infereix que l'origen de la paraula es refereix a l'antiga ciutat del Gran Zimbàbue on els enormes edificis estaven construïts en grans blocs de pedra. El poble shona de llengua karanga es troba actualment vivint al voltant de la zona del Gran Zimbàbue en el que és l'actual província de Masvingo i se sap que han habitat aquesta regió des de l'època de la construcció de l'antiga ciutat.
La segona teoria diu que la paraula Zimbabwe és una contracció de dzimba woye, que vol dir 'cases de veneració' en el dialecte zezuru de l'idioma shona. Aquest terme es reserva generalment per les cases dels caps o les seves tombes. Així mateix, s'ha de fer notar que el poble shona de llengua zezuru es troba escampat a una distància de 500 quilòmetres en direcció nord-est del que és el complex del Gran Zimbàbue.
L'addició Gran serveix per distingir al voltant de 150 ruïnes més petites, anomenades Zimbabwes, que es troben repartides per tot el país de Zimbabwe. També hi ha uns 100 zimbabuencs a Botswana, mentre que encara no es pot estimar el nombre de zimbabuencs a Moçambic.

## Història i descripció

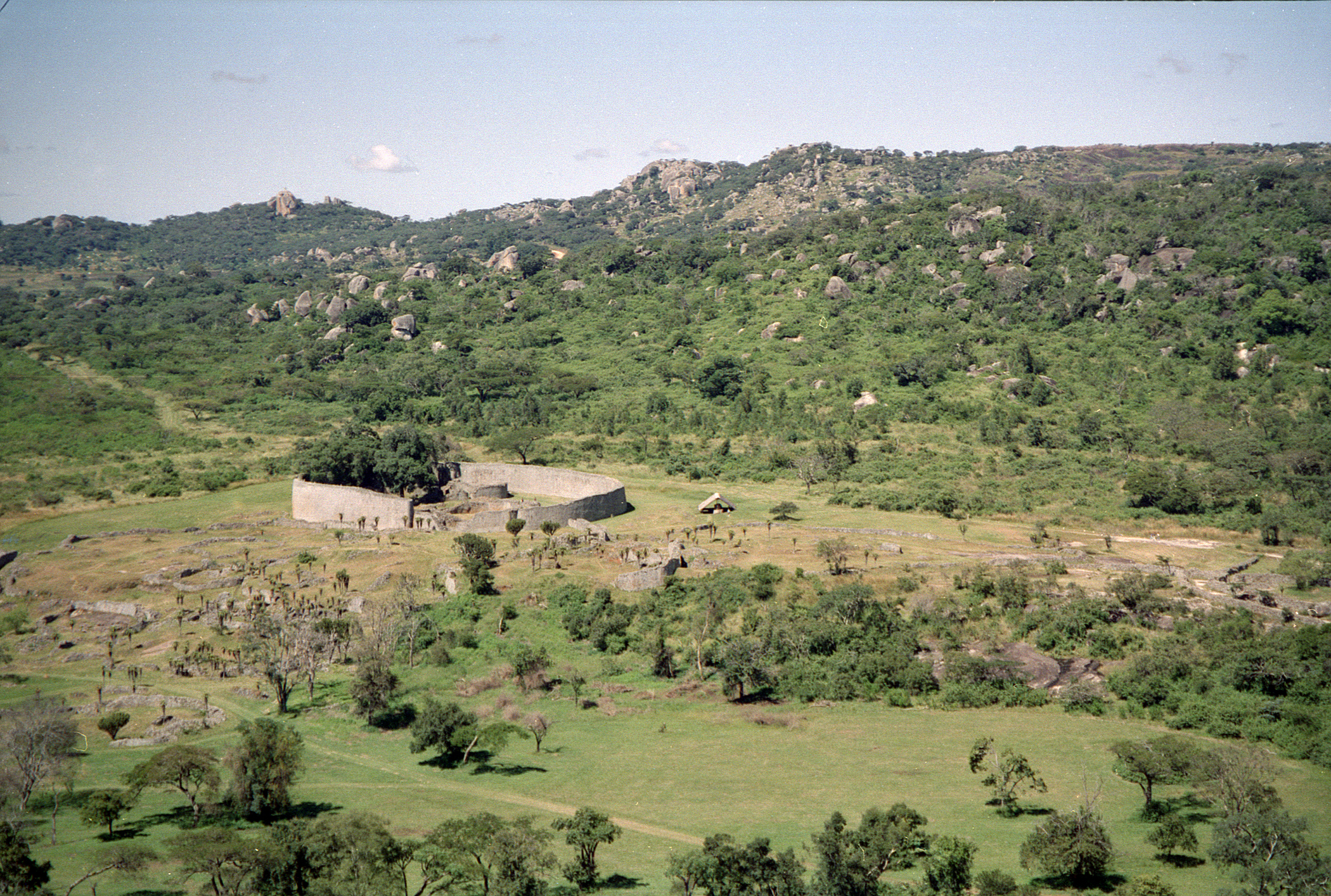
Visió general del Gran Zimbàbue. La gran construcció emmurallada és el Gran Recinte. Davant seu es poden veure algunes restes del complex de la vall.

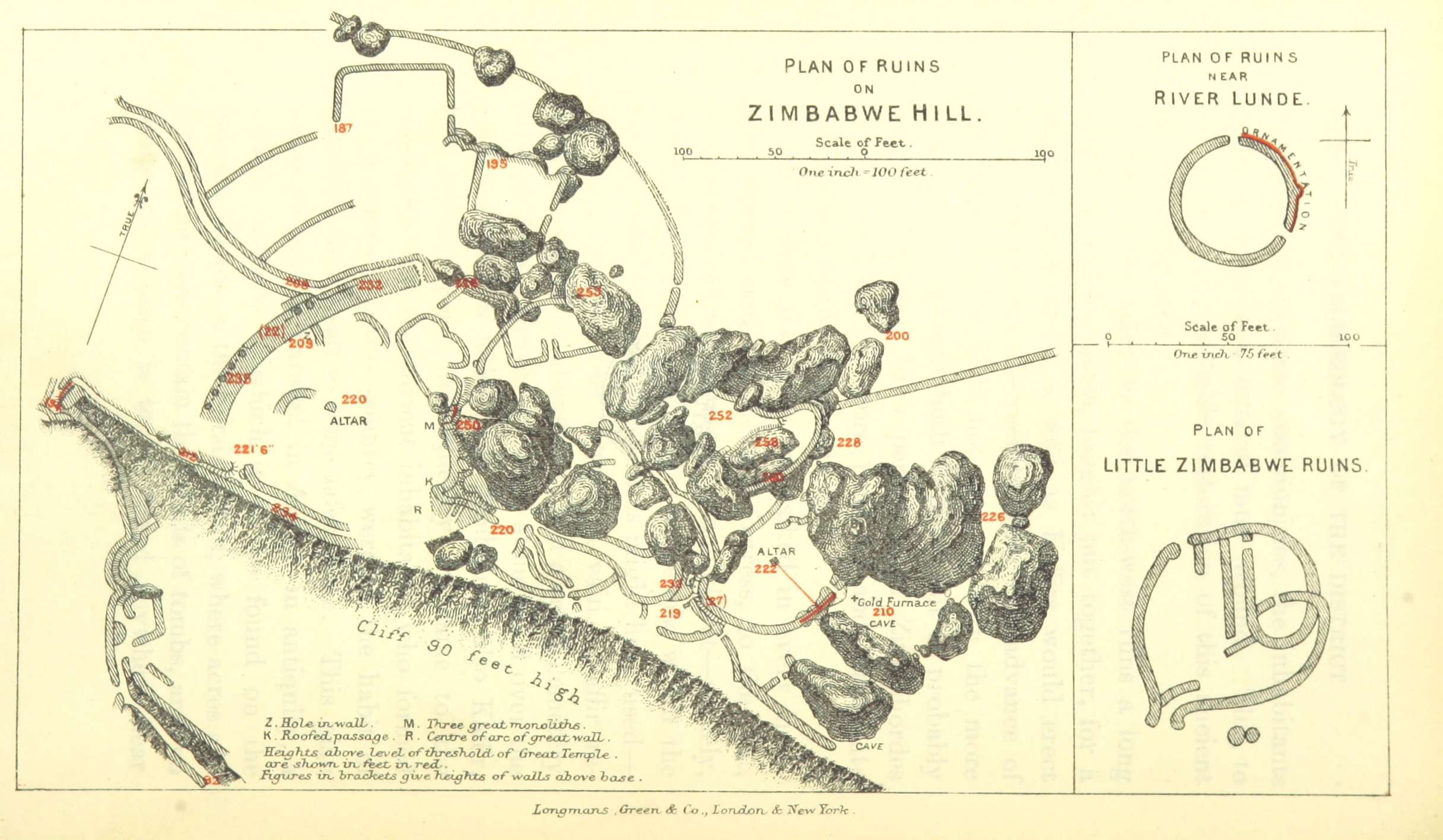
Pla del complex

### Assentament
La zona del Gran Zimbàbue va ser poblada anteriorment pels San fa 100.000 anys, Alguns estudiosos discuteixen que les cultures i les identitats no es poden considerar fixes o invariables, especialment durant un període de temps tan llarg i, a partir del 150 aC al voltant, per pobles de parla bantu que van formar cacicats agrícoles a partir del segle IV dC.  Entre els segles IV i VII, les comunitats de les cultures Gokomere o Ziwa van conrear la vall, i van extreure i treballar el ferro, però no van construir estructures de pedra. Aquests són els primers assentaments de l'edat del ferro a la zona identificats a partir d'excavacions arqueològiques, i el poble gumanye posterior es considera els avantpassats dels karanga (centre-sud de shona), El terme Karanga va començar com un exònim del shona utilitzat pels forasters, però actualment es refereix a un dialecte del shona al centre-sud de Zimbàbue. que construirien el Gran Zimbàbue.

### Construcció i creixement
La construcció dels edificis de pedra va començar al segle XI i va continuar durant més de 300 anys. Les ruïnes del Gran Zimbàbue són algunes de les estructures més antigues i grans situades al sud d'Àfrica. El seu edifici més formidable, conegut comunament com el Gran Recinte, té murs de fins a 11 m que s'estén aproximadament 250 m. El seu creixement s'ha relacionat amb el declivi de Mapungubwe a partir de l'any 1300, o amb la major disponibilitat d'or a l'interior del Gran Zimbàbue.

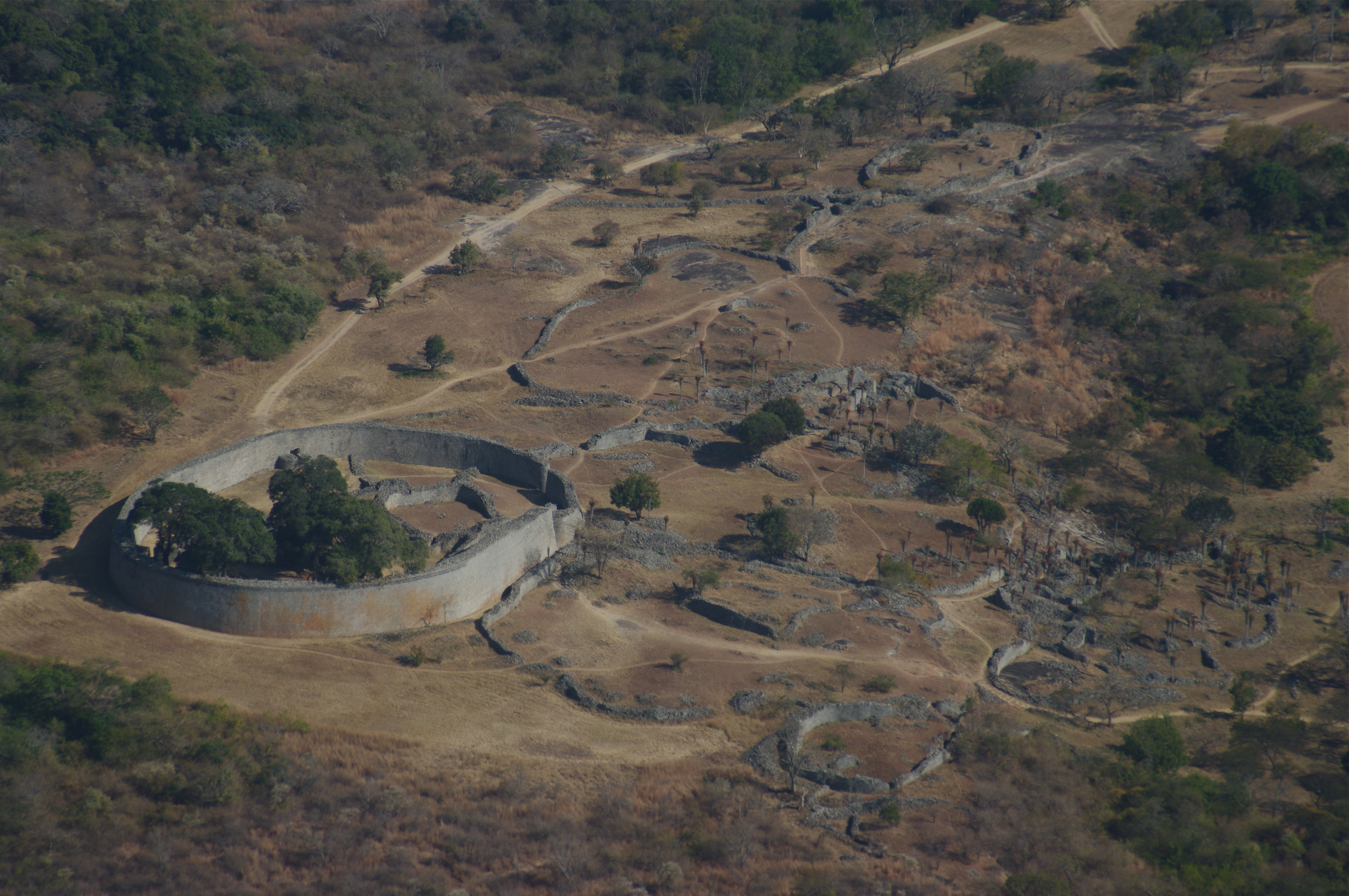
Vista aèria del Gran Recinte i Complex de la Vall, mirant cap a l'oest

Les estimacions tradicionals són que el Gran Zimbàbue va arribar a tenir 18.000 habitants en el seu punt àlgid. No obstant això, una enquesta més recent va concloure que la població probablement mai va superar els 10.000 habitants. Les ruïnes que sobreviuen estan construïdes completament de pedra; abasten 730 ha. El Gran Zimbàbue cobria una àrea similar al Londres medieval; mentre que la densitat d'edificis dins dels recintes de pedra era alta, a les zones fora d'ells era molt menor. La institucionalització de la ideologia politicoreligiosa del Gran Zimbàbue va servir per legitimar la posició del rei (mambo), amb un vincle entre els líders, els seus avantpassats i Déu. Ken Mufuka escriu que el santuari del complex Hill era la llar dels mèdiums espirituals (svikiro) que tenien la tasca d'actuar com a consciència de l'estat i preservar les tradicions dels fundadors, que es diu que eren Chigwagu Rusvingo (el primer mambo), Chaminuka, Chimurenga, Tovera i Soro-rezhou, entre d'altres.
La majoria de la població vivia en cases fetes de fang sobre estructures de fusta, però el nombre d'aquestes només es pot estimar. Se suposa també que les estructures de pedra eren edificis reials o oficials, i habitatges d'elit. No s'han trobat enterraments al jaciment que serveixin de base per estimar la població.

### Característiques de les ruïnes
El 1531, Vicente Pegado, capità de la guarnició portuguesa de Sofala, va descriure Zimbàbuee així:
| «                | Entre les mines d'or de les planes interiors, entre els rius Limpopo i Zambezi, hi ha una fortalesa construïda amb pedres d'una mida meravellosa, i sembla que no hi ha morter que les uneixi... Aquest edifici està gairebé envoltat de turons, sobre els quals n'hi ha d'altres que s'hi assemblen per la construcció de pedra i l'absència de morter, i un d'ells és una torre de més de 22 m d'alçada. Els nadius del país anomenen aquests edificis Symbaoe, que segons la seva llengua significa cort. | » |
| — Vicente Pegado | |   |

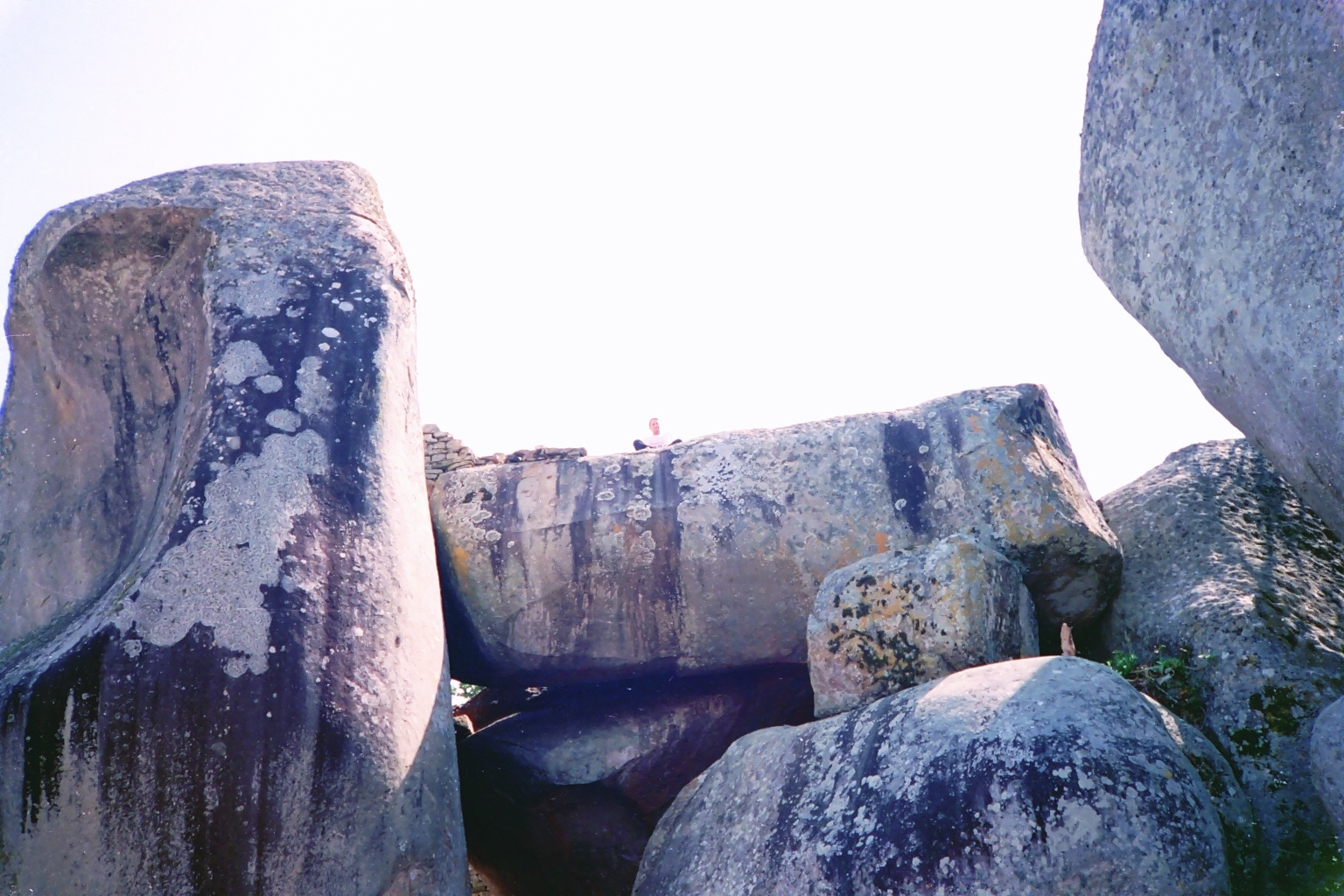
Vista oest des del recinte oriental del complex del turó, que mostra la roca de granit que s'assembla a l’Au de Zimbàbue i el balcó.

Les ruïnes formen tres grups arquitectònics diferents. Es coneixen com el Complex del Turó, el Complex de la Vall i el Gran Recinte. El complex del turó és el més antic i va estar ocupat des dels segles XI fins al XIII. El Gran Recinte va ser ocupat dels segles XIII al XV, i el Complex de la Vall dels segles XIV al XVI. Entre les característiques destacades del complex Hill hi ha el recinte oriental, on es creu que hi havia els ocells de Zimbabwe, un recinte amb balcó de 5,5 m de diàmetre i 9 m d'alçada,  construït entre les dues parets. El complex de la vall està dividit en les ruïnes de la vall superior i inferior, amb diferents períodes d'ocupació.

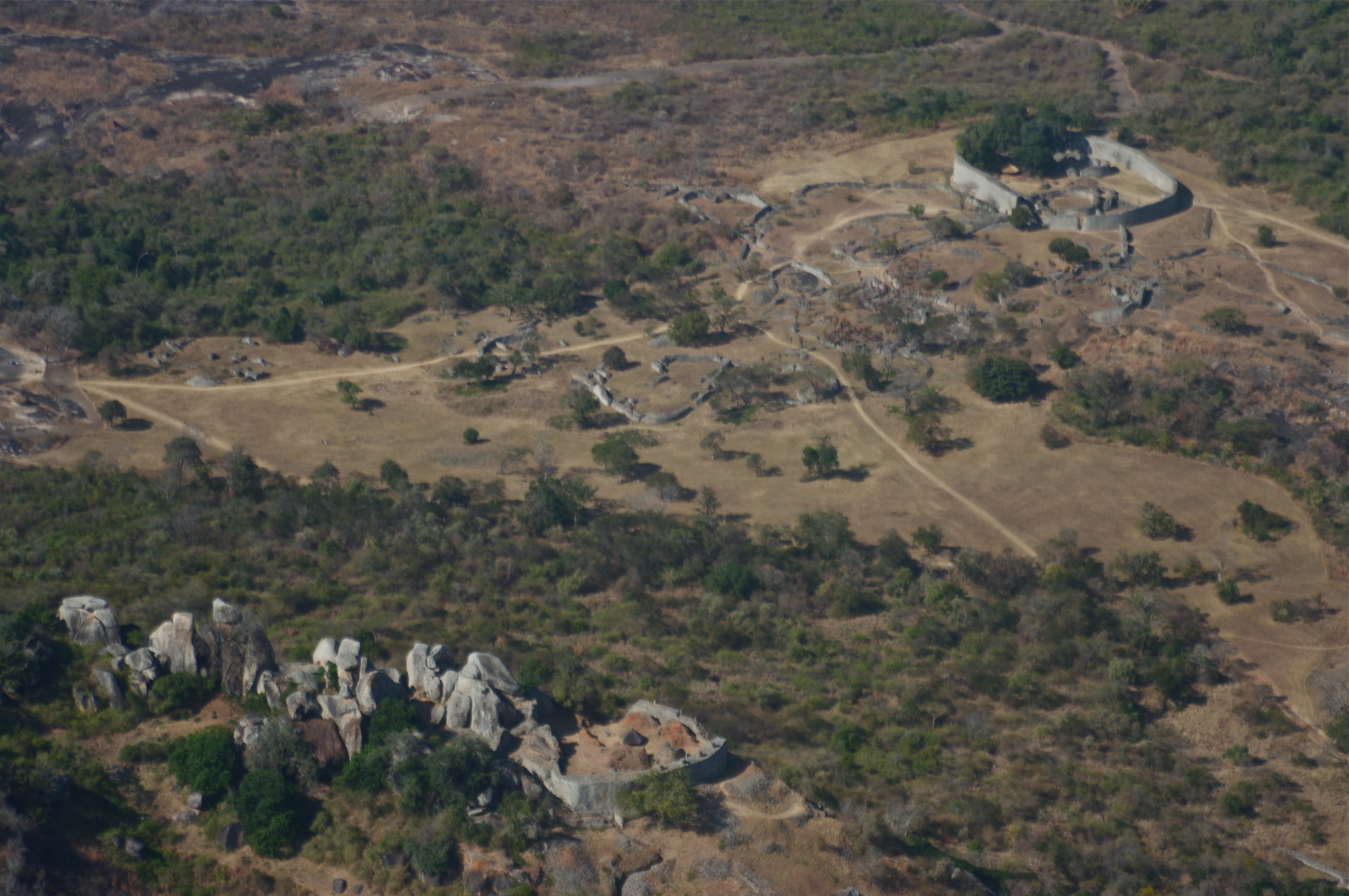
Vista aèria cap al sud-est, amb el complex Hill en primer pla

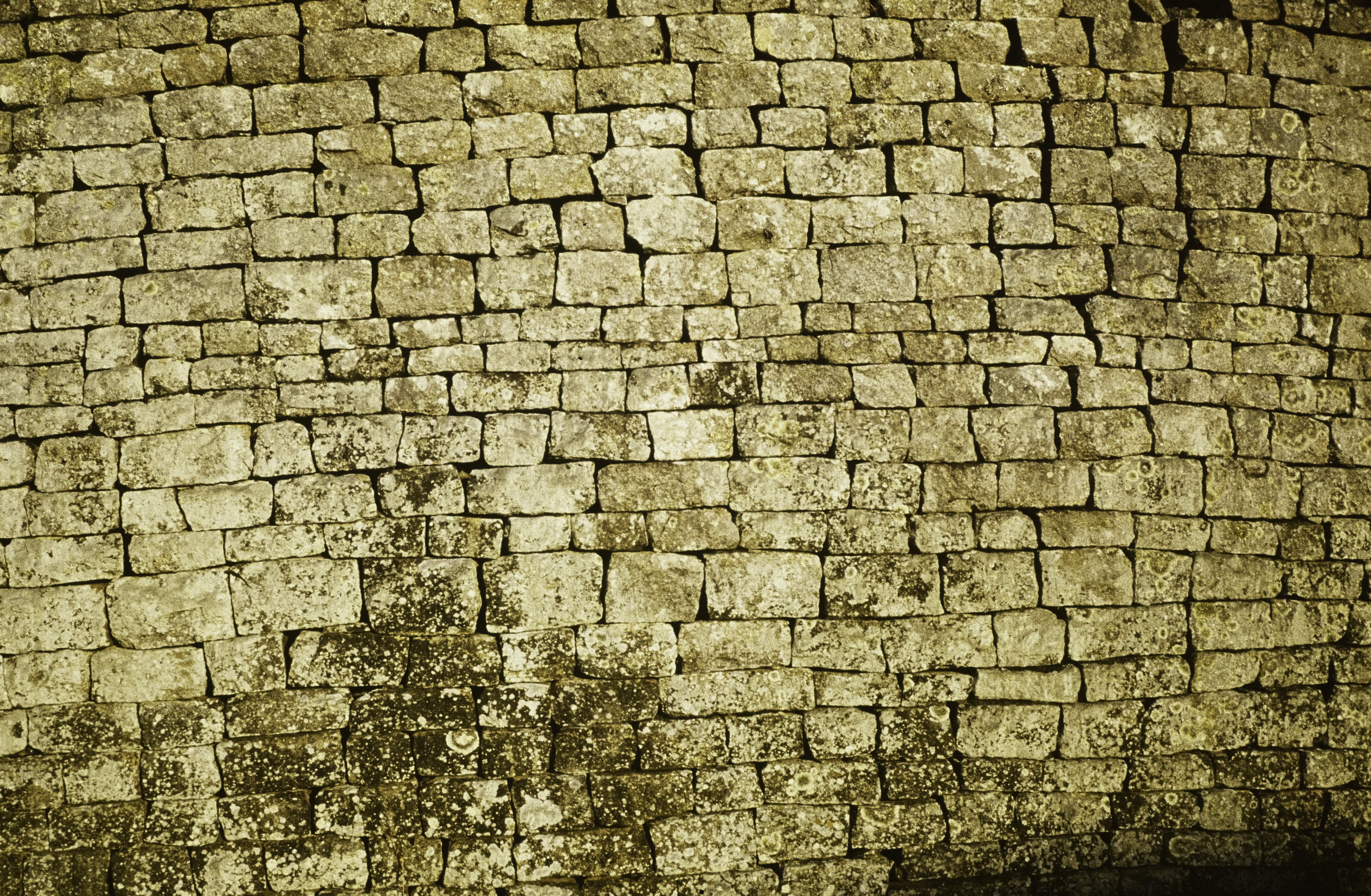
Detall de la paret amb líquens, 1975.

Hi ha diferents interpretacions arqueològiques d'aquestes agrupacions. S'ha suggerit que els complexos representen l'obra de successius reis: alguns dels nous governants van fundar una nova residència. El focus del poder es va traslladar del Complex del Turó al segle XII al Gran Recinte, la Vall Superior i finalment la Vall Inferior a principis del segle xvi. La interpretació estructuralista alternativa sosté que els diferents complexos tenien funcions diferents: el Complex del Turó com a zona per a rituals, potser relacionats amb  la pluja, el complex de la Vall era per als ciutadans, i el Gran Recinte era utilitzat pel rei. Probablement es van construir estructures més elaborades per als reis, tot i que s'ha argumentat que la datació de les troballes als complexos no suporta aquesta interpretació.
Els pous de Dhaka eren depressions tancades utilitzades pels habitants del Gran Zimbàbue com a fonts de gestió de l'aigua en forma d’embassaments, pous i fonts. Els pous de Dhaka poden haver estat en ús des de mitjans del segon mil·lenni dC i el sistema podia contenir més de 18.000 m³ d'emmagatzematge d'aigua.

### Artefactes notables

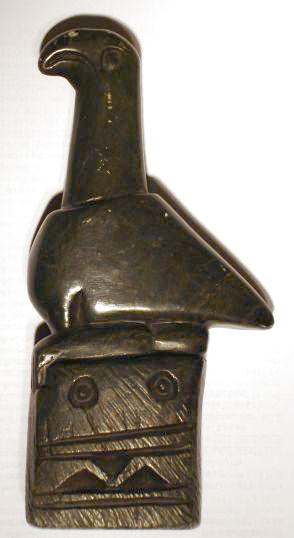
Còpia de l'escultura de pedra esteatita d'ocell de Zimbabue

Els artefactes més importants recuperats del monument són els vuit ocells de Zimbabwe. Aquests van ser esculpits en un esquist micàcic (esteatita) a la part superior de monòlits de l'alçada d'una persona. Sembla que hi ha ranures en una plataforma del recinte oriental del complex del turó dissenyades per contenir els monòlits amb els ocells de Zimbabwe, però com que no es van trobar in situ, no es pot determinar la ubicació original de cada monòlit i ocell dins del recinte. Altres artefactes són figuretes de pedra esteatita (una de les quals es troba al Museu Britànic), ceràmica, gongs de ferro, filferro d'ivori, ferro i coure elaboradament treballat, aixades de ferro, puntes de llança de bronze, lingots i gresols de coure, i perles, braçalets, penjolls i beines d'or.  També es van trobar perles de vidre i porcellana de la Xina i Pèrsia, entre altres artefactes estrangers també es van trobar, que testimonien els vincles comercials internacionals del Regne. A les extenses ruïnes de pedra de la gran ciutat, que encara es conserven avui dia, hi ha vuit ocells monolítics esculpits en esteatita. Es creu que representen l'àguila batallaire: un bon presagi, esperit protector i missatger dels déus a la cultura shona.

### Comerç

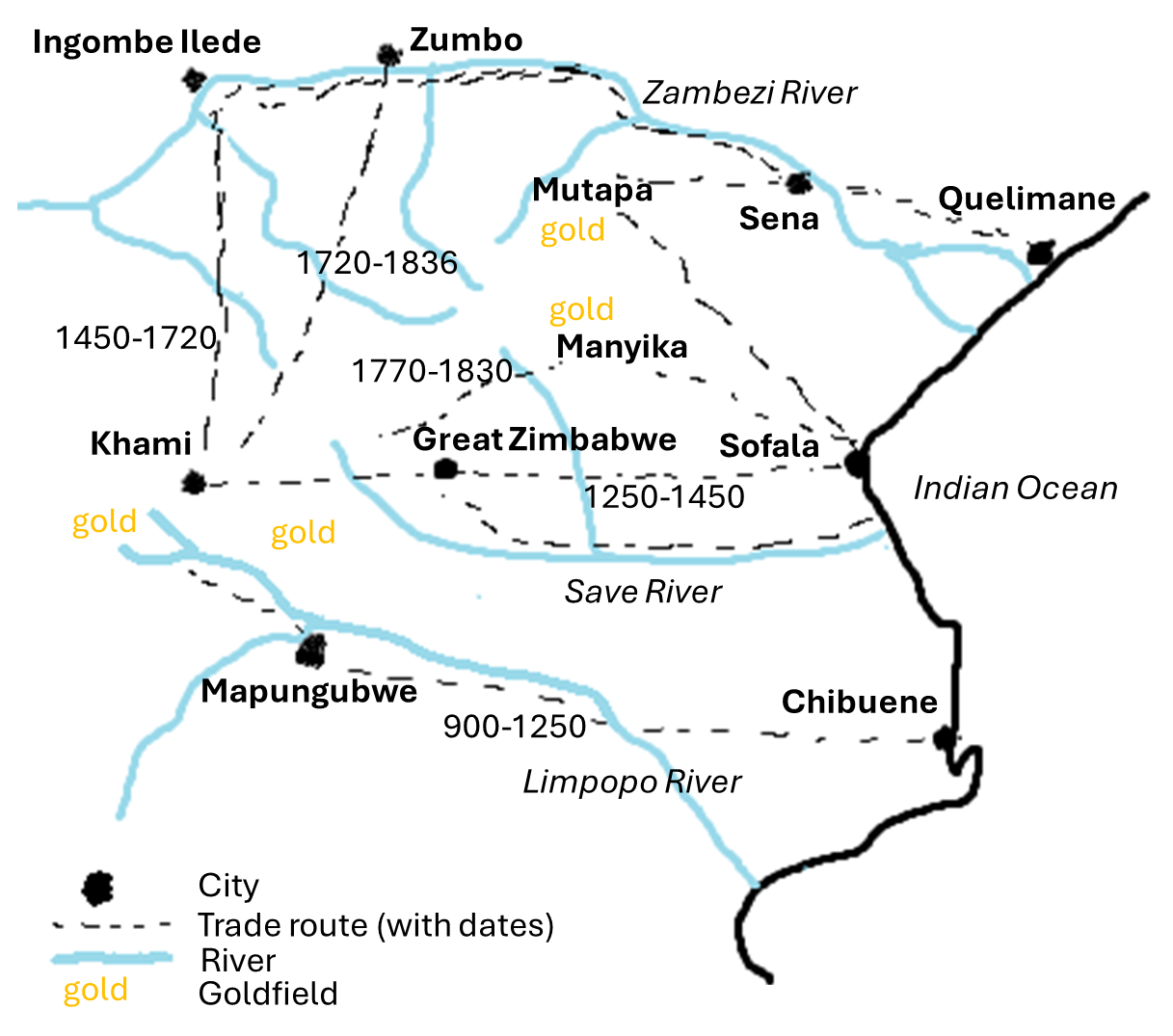
Mapa dels centres i rutes comercials al Zimbàbue precolonial.

El Gran Zimbàbue es va convertir en un centre comercial, havent substituït Mapungubwe al voltant de l'any 1300. Les xarxes regionals eren extenses, i la sal, el bestiar, el gra i el coure es comerciaven fins al nord, a l’Altiplà de Kundelungu a l'actual RD Congo. Una part important de la riquesa del Gran Zimbàbue provenia del domini de les rutes comercials des dels camps d'or de l'altiplà de Zimbàbue fins a la costa suahili.: 17 A través de ciutats-estat suahilis com Sofala, exportaven or i ivori al comerç de l'oceà Índic. Aquest comerç internacional s'afegia al comerç agrícola local, en què el bestiar era especialment important. El gran ramat de bestiar que abastia la ciutat es movia estacionalment i era gestionat pel tribunal. S'han excavat fragments de ceràmica xinesa, monedes d'Aràbia, perles de vidre i altres articles no locals a Zimbàbue. Malgrat aquests forts vincles comercials internacionals, no hi ha proves que suggereixin un intercanvi de conceptes arquitectònics entre el Gran Zimbàbue i centres com Kilwa.

### Declinar
Es desconeix què va causar la desaparició del Gran Zimbàbue i el seu eventual abandonament. Un factor important són les accions dels antiquaris i prospectors europeus durant el període colonial en el saqueig del lloc, destruint la seva estratigrafia. No queda clar fins a quin punt el canvi climàtic hi va tenir un paper, però la ubicació del Gran Zimbàbue en una zona de pluges favorable fa que sigui poc probable que això hagi estat una causa principal. El domini del Gran Zimbàbue sobre la regió depenia de la seva extensió contínua i projecció d'influència, ja que la seva creixent població necessitava més terres de conreu i els comerciants més or. La tradició oral xona atribueix la desaparició del Gran Zimbàbue a l'escassetat de sal, que pot ser una manera figurativa de parlar de l'esgotament de la terra per als agricultors o de l'esgotament de recursos crítics per a la comunitat.
És plausible que l’aqüífer on es trobava el Gran Zimbàbue es quedés sense aigua, o que la creixent població la va contaminar.
Des de principis del segle xv, el comerç internacional va començar a disminuir enmig d'una recessió econòmica mundial, reduint la demanda d'or, cosa que va afectar negativament el Gran Zimbàbue. En resposta a això, les elits possiblement van ampliar les xarxes comercials regionals, cosa que va resultar en una major prosperitat per a resultant en una major prosperitat per a altres assentaments de la regió. A finals del segle XV, les conseqüències d'aquesta decisió haurien començat a manifestar-se, ja que els descendents de la família reial del Gran Zimbàbue van formar noves dinasties, possiblement com a resultat de disputes de successió perdudes. Segons la tradició oral, Nyatsimba Mutota, membre de la família reial del Gran Zimbàbue, va conduir part de la població cap al nord a la recerca de sal per fundar l’Imperi Mutapa. Segons la tradició oral, Nyatsimba Mutota, un membre de la família reial del Gran Zimbàbue, va dirigir part de la població cap al nord a la recerca de sal per fundar l'Imperi Mutapa. Segons la tradició, el trasllat es va produir perquè el rei estava cansat de menjar sal feta amb excrements de cabra. Es creia que només els seus avantpassats més recents els seguirien, i que els avantpassats més grans es quedarien al Gran Zimbàbue i hi proporcionarien protecció. Els comerciants angotxes van obrir una nova ruta al llarg del Zambezi via Mutapa i Ingombe Ilede per arribar als camps d'or a l'oest del Gran Zimbàbue, precipitant el seu declivi i l'auge de Khami, la capital del Regne de Butua. El segle xvi, el poder polític i econòmic s'havia desplaçat del Gran Zimbàbue cap al nord i l'oest. El lloc probablement va continuar habitat fins al segle xvii, abans que finalment fos abandonat.

## Descripció
Les estructures i edificis van ser construïts entre el segle xi i el xv. Les ruïnes del que és avui el Gran Zimbàbue estan entre les més antigues i de més gran estructura localitzades a l'Àfrica subsahariana i són les segones més antic després del proper Mapungubwe a Sud-àfrica. El seu creixement s'ha relacionat amb la decadència de Mapungubwe des de l'any 1300, a causa del canvi climàtic o a la major disponibilitat d'or a l'interior del Gran Zimbabwe.
Les estimacions tradicionals són que el Gran Zimbabwe tenia fins a 18.000 habitants en el seu apogeu. No obstant això, un estudi més recent va concloure que la població probablement mai no va superar els 10.000. Les ruïnes que han sobreviscut fins als nostres dies estan construïdes completament en pedra. Les ruïnes cobreixen una àrea de 7 km² al llarg d'una zona amb un radi de 160 a 320 km.
Les ruïnes es poden dividir en tres grups arquitectònics diferents. Aquests es coneixen amb els noms de Hill Complex, Valley Complex i la famosa Great Enclosure. Més de 300 estructures s'hi han localitzat fins ara. Els diferents tipus d'estructures pètries que s'han trobat al jaciment arqueològic donen una idea de l'estatus social al qual pertanyia el recinte. Les estructures més elaborades probablement es van construir per als reis, les quals es trobaven més allunyades del centre de la ciutat. Hom creu que això és així amb la intenció de prevenir caure en la malaltia de la son.
El que les poques dades existents suggereixen és que el Gran Zimbàbue va ser també un important centre comercial. Segons les restes trobades, la ciutat va poder haver format part d'una xarxa d'intercanvis comercials que va poder haver-se estès fins a la Xina. Restes de terrisseria xinesa, monedes d'Aràbia, objectes de vidre com ara grans i altres peces foranes han estat excavats a la zona.
S'han suggerit que la decadència i l'abandonament final del lloc al voltant de 1450 es deuen a una disminució del comerç en comparació amb els llocs més al nord, l'esgotament de les mines d'or, la inestabilitat política i la fam i l'escassetat d'aigua induïdes pel canvi climàtic. L'estat de Mutapa va sorgir al segle xv de l'expansió cap al nord de la tradició del Gran Zimbabwe, havent estat fundada per Nyatsimba Mutota des del Gran Zimbabwe després de ser enviat a trobar noves fonts de sal al nord; (això dona suport a la creença que la decadència del Gran Zimbabwe es va deure a l'escassetat de recursos). El Gran Zimbabwe també és anterior a les cultures Khami i Nyanga.
Potser va poder ser a causa de sequeres, malalties o fins i tot simplement que la disminució del comerç d'or forcés la població que vivia al Gran Zimbàbue a buscar millors emplaçaments.
És bastant fàcil arribar a les ruïnes i recórrer-les, ja que hi ha dos camins que hi pugen. Cal ressenyar també que al mig de les ruïnes principals hi ha com una ermita d'adoració.

## Galeria d'imatges

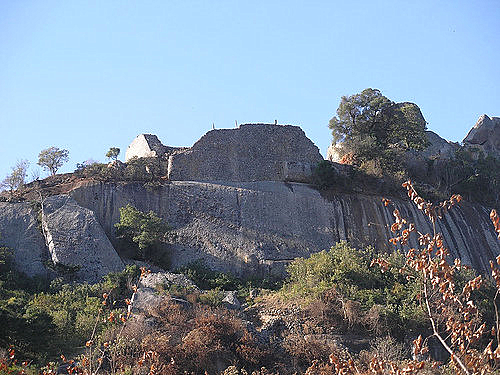
El complex dalt de la muntanya
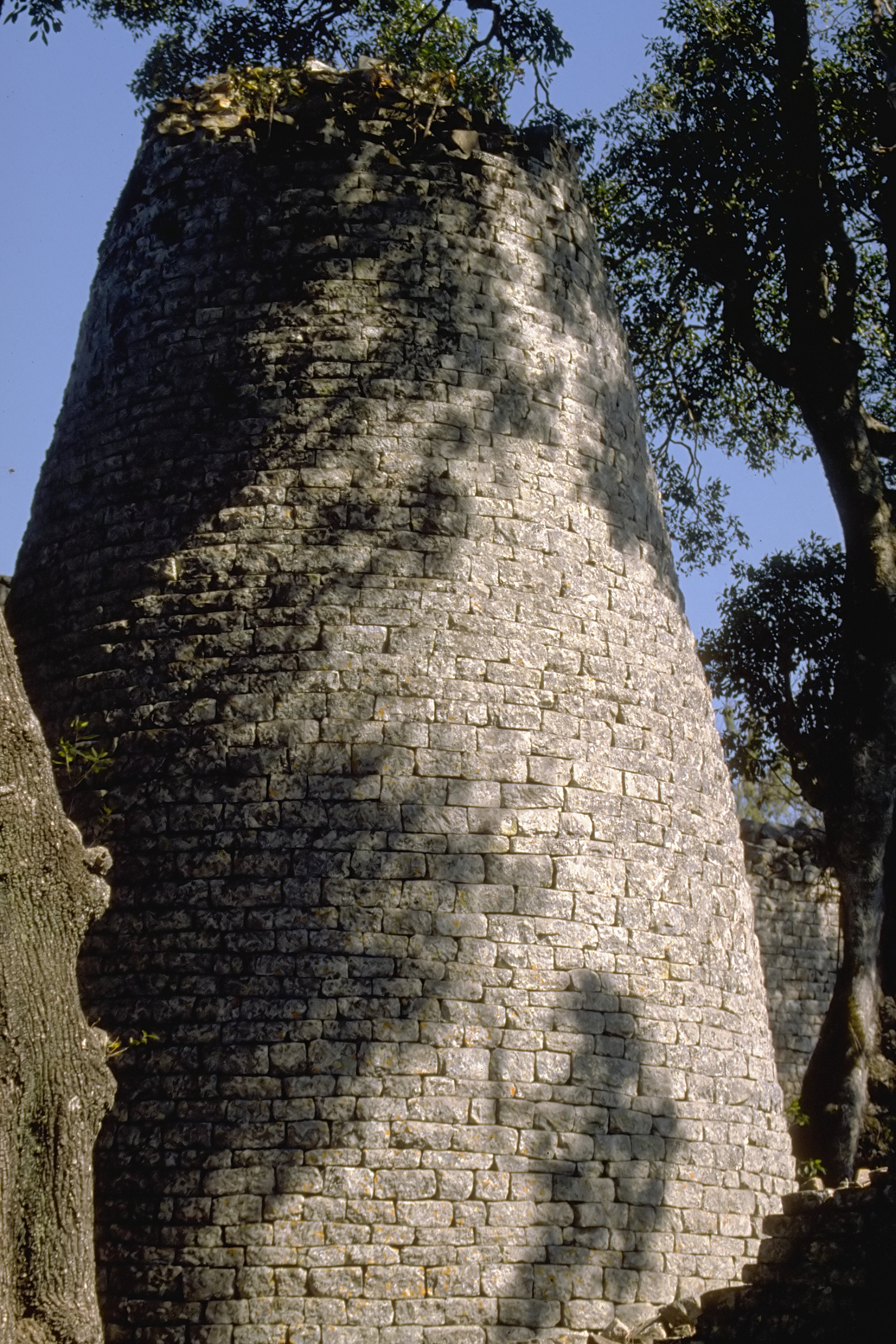
La torre cònica
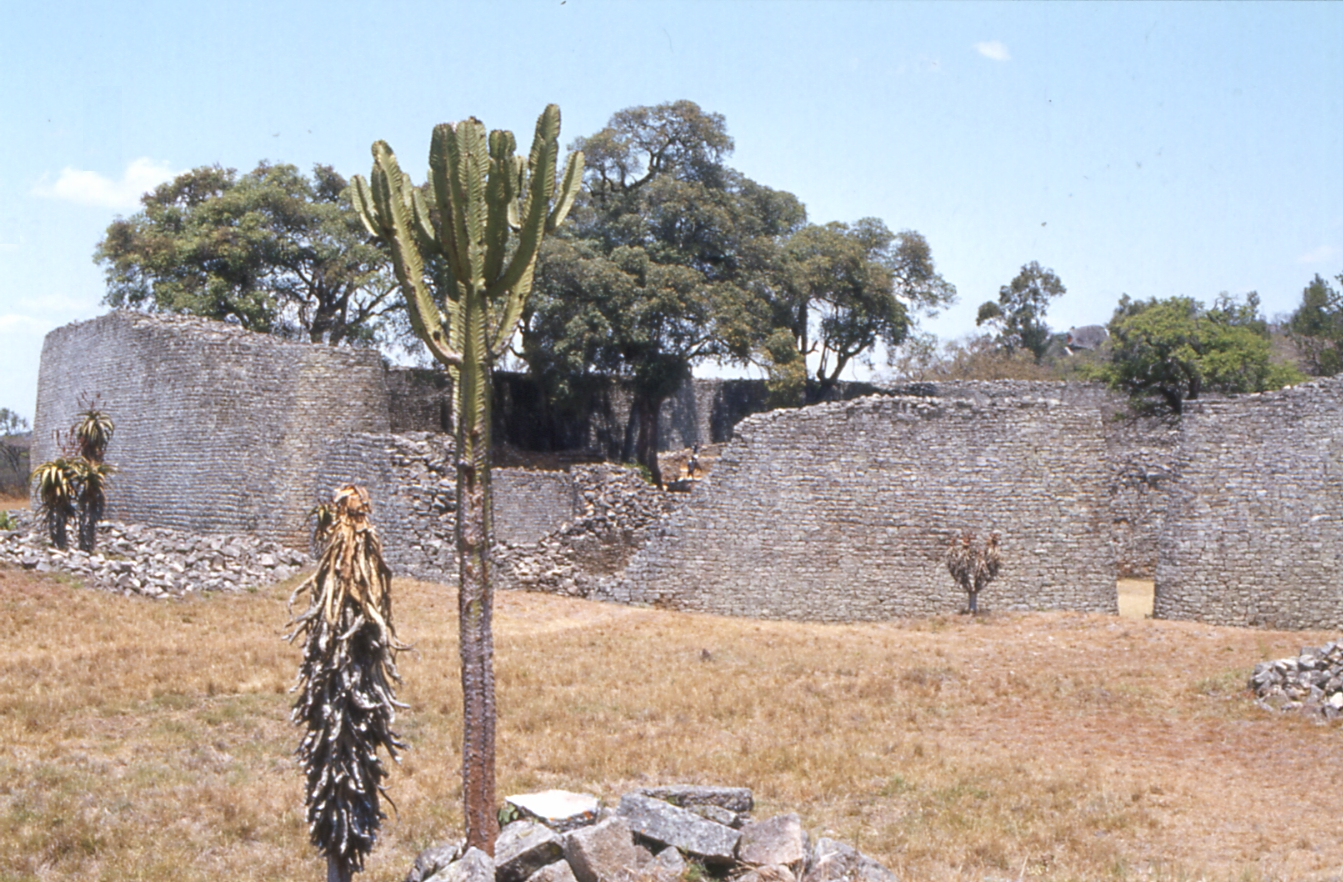
La Gran Muralla
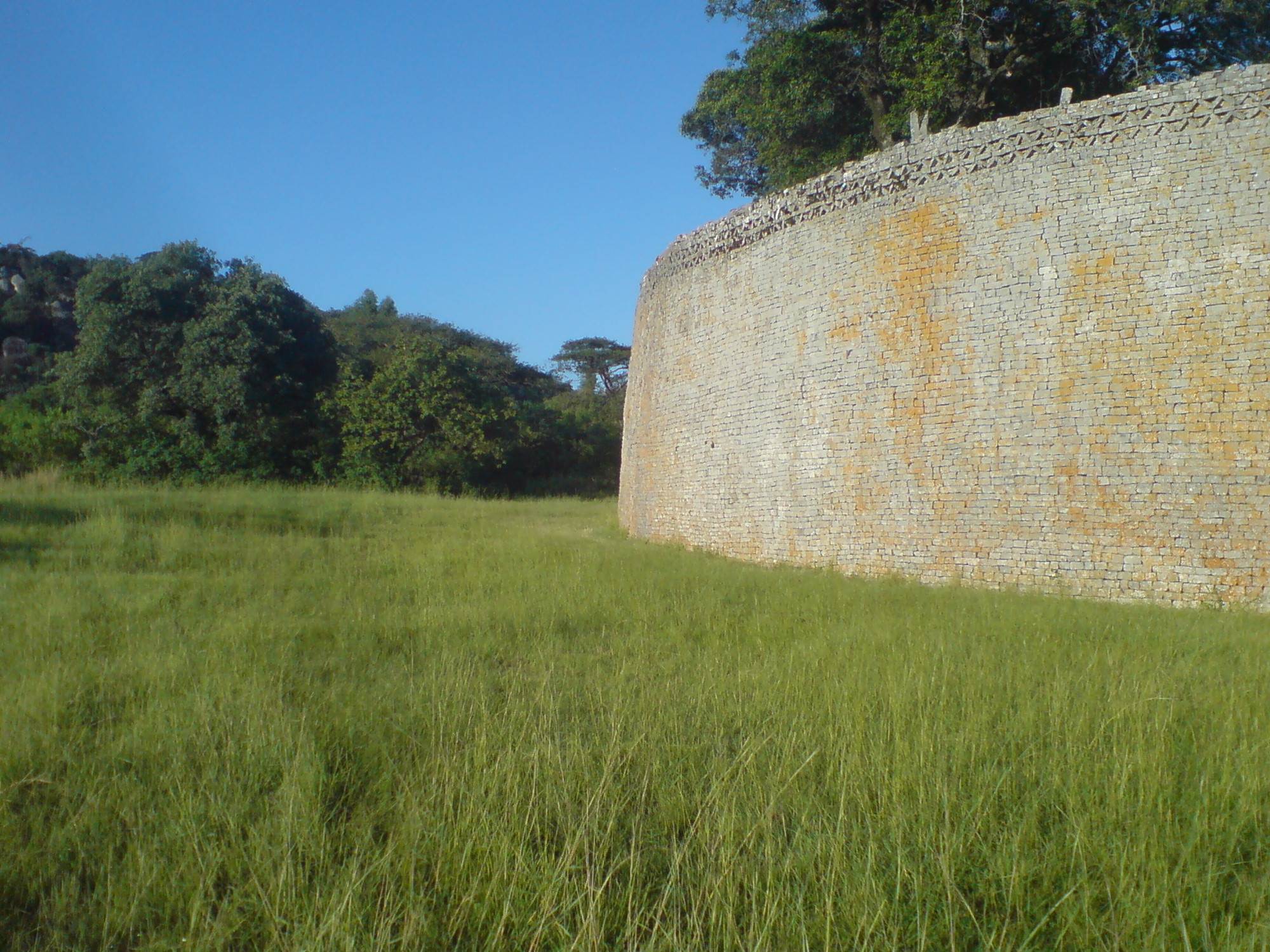
La gran muralla de prop
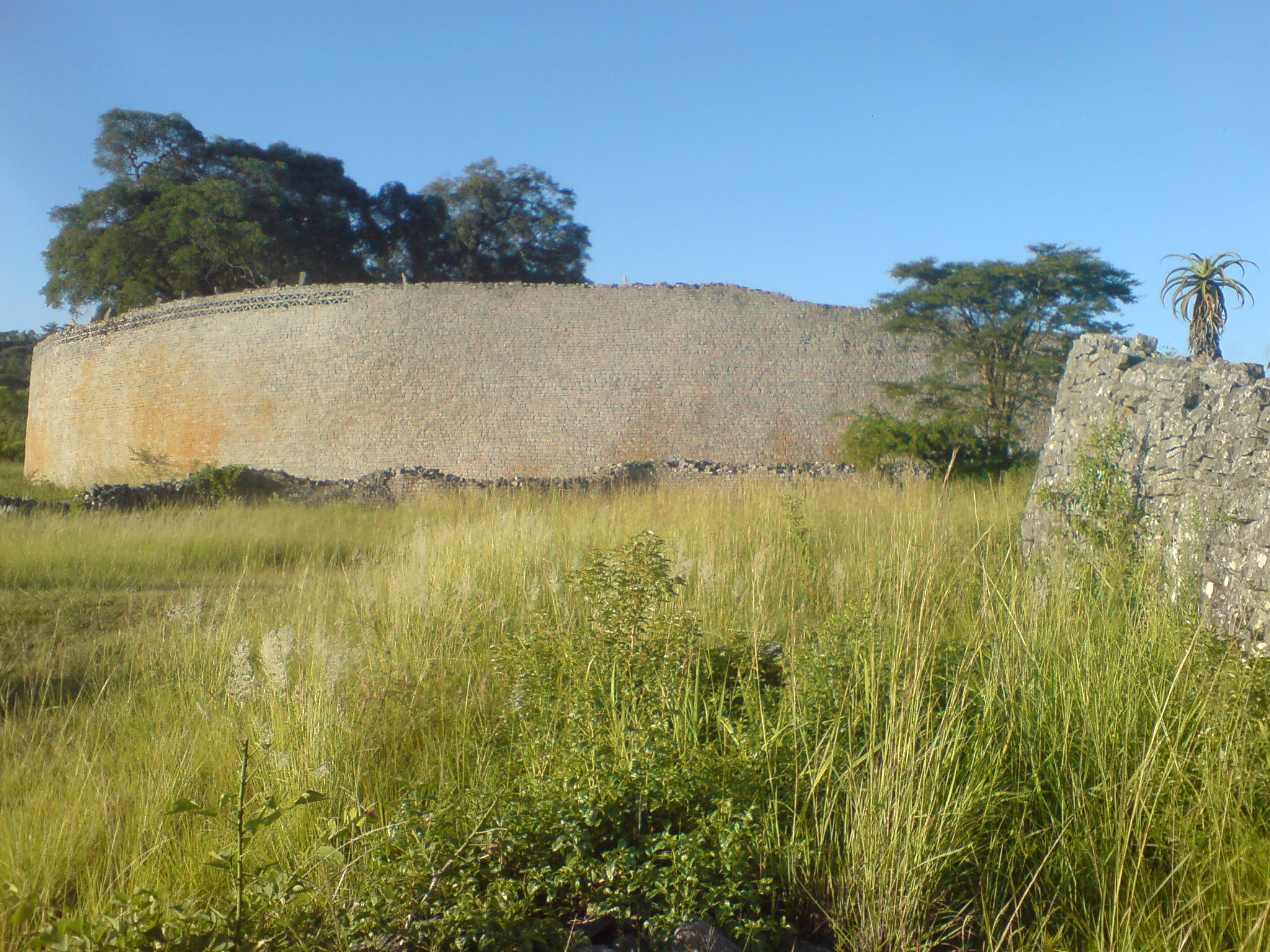
La gran muralla de lluny
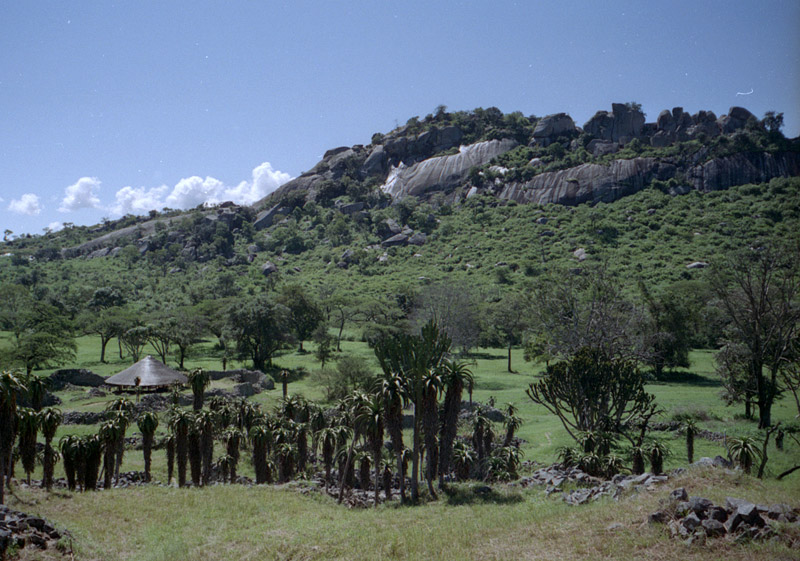
El complex de la vall
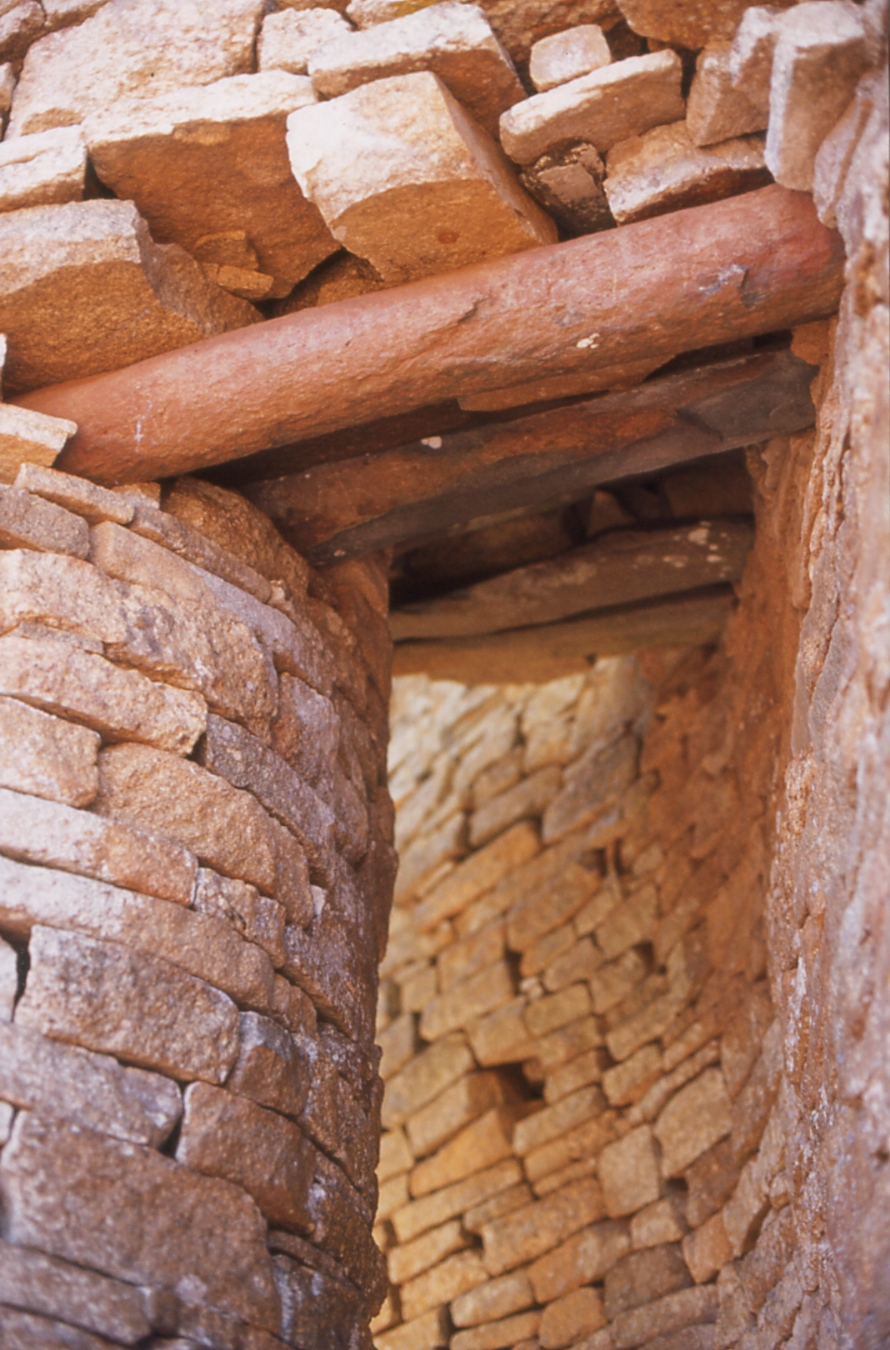
La pedra del dintell a la porta d'entrada
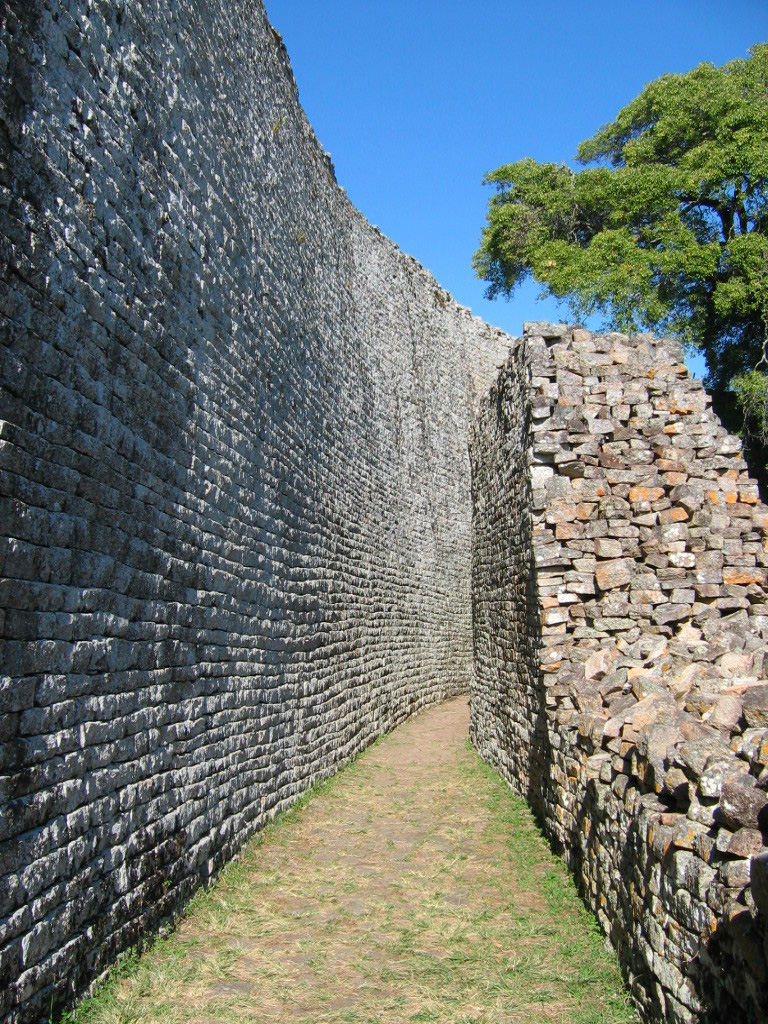
Passatge en la gran muralla